# بوسيفغن بينلي
كان بوسيفغن بينلي (1726-1749) صانع شعر مستعار البريطاني الذي تمت إدانته وإعدامه بسبب مُمرستهُ لأعمال الشغب مع المتهم جون ويلسون. وقد حٌكِمَ عليه بالإعدام شنقًا في 18 أكتوبر 1749م.